# Pseudaletis lusambo
Pseudaletis lusambo är en fjärilsart som beskrevs av Henry Stempffer 1961. Pseudaletis lusambo ingår i släktet Pseudaletis och familjen juvelvingar. Inga underarter finns listade i Catalogue of Life.